# Ahja
Ahja è un comune rurale dell'Estonia sudorientale, nella contea di Põlvamaa. Il centro amministrativo è l'omonimo borgo (in estone alevik).

## Località
Oltre al capoluogo, il comune comprende 8 località (in estone küla):
Akste - Ibaste - Kärsa - Kosova - Loko - Mõtsküla - Mustakurmu - Vanamõisa